# Lực lượng Đổ bộ đường không Nga

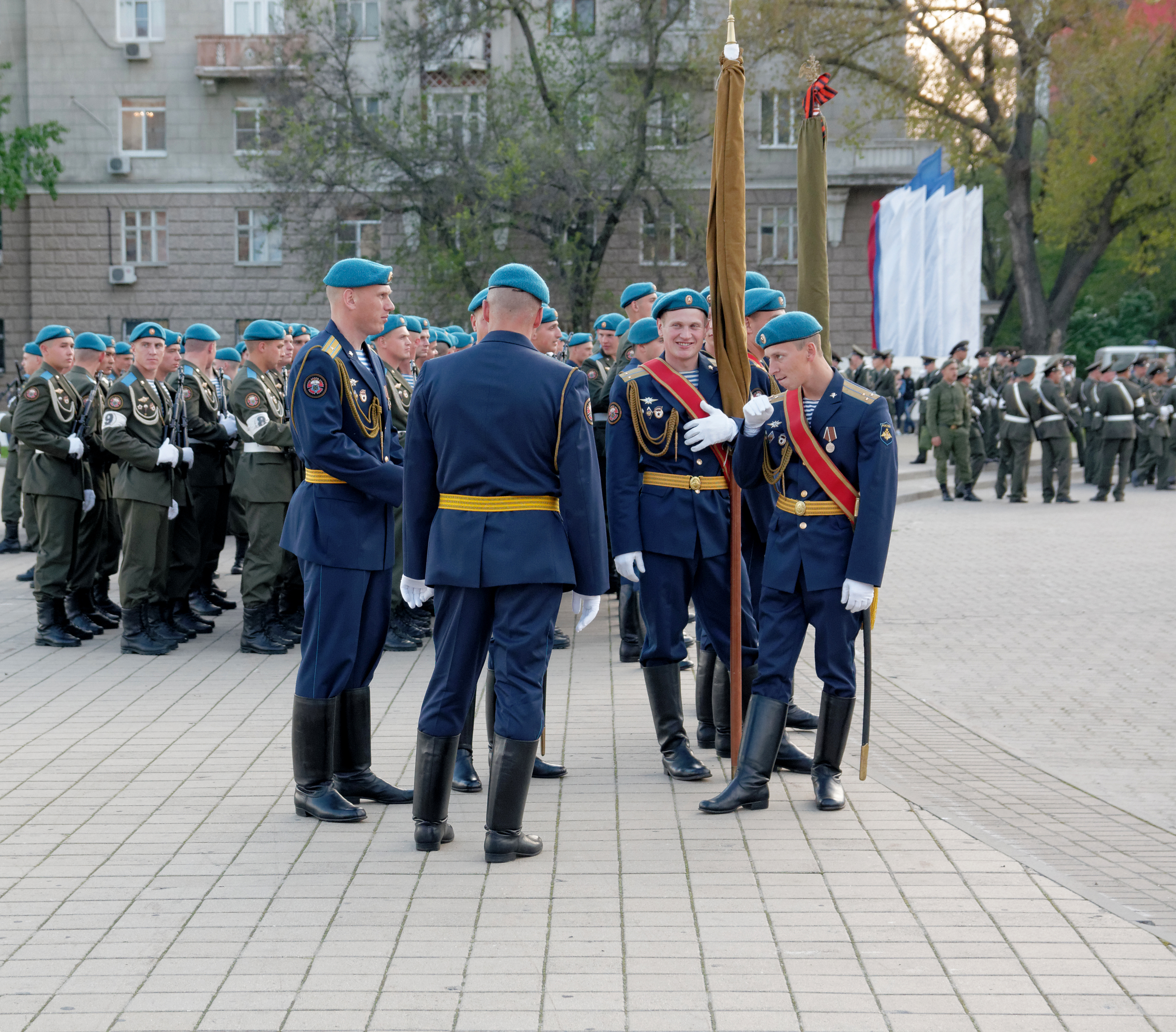
Lực lượng lính dù Nga (VDV) vào năm 2014

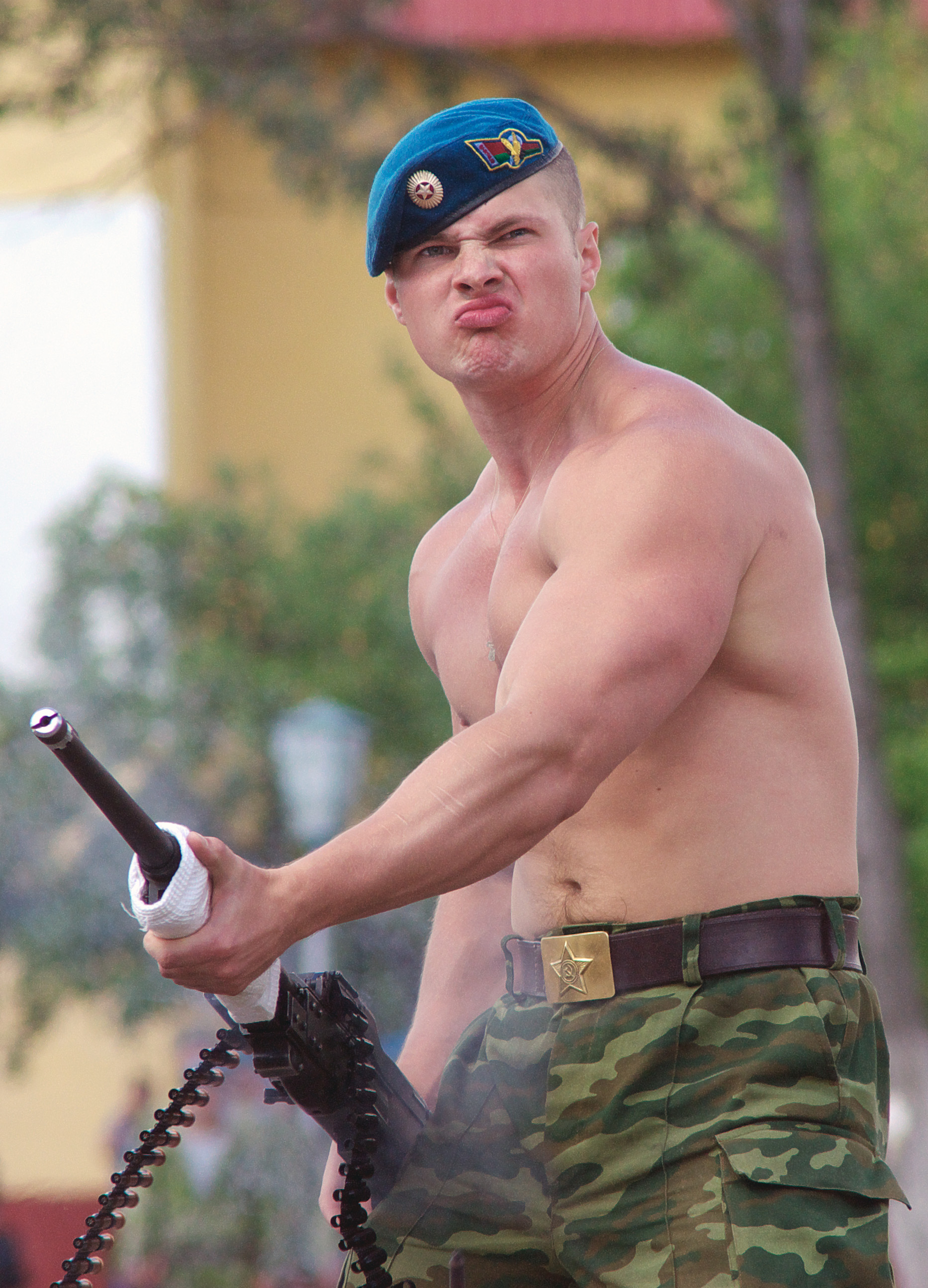
Một quân nhân VDV đang thao diễn

Lực lượng Đổ bộ đường không Nga (tiếng Nga: Воздушно-десантные войска России, viết gọn là ВДВ, Vozdushno-desantnye voyska Rossii, viết tắt là VDV) là lực lượng đổ bộ đường không của Lực lượng vũ trang Nga. Lực lượng lính dù VDV được thành lập vào năm 1992 từ các đơn vị của Lực lượng Dù Liên Xô (Vozdushno-desantnye voyska SSSR, tiếng Nga: Воздушно-десантные войска СССР, ВДВ) dưới sự kiểm soát của Nga sau khi Liên Xô tan rã. Binh lính của Lực lượng Dù Nga có truyền thống đội mũ nồi xanh và áo lót Telnyashka sọc xanh và được gọi là Desant (tiếng Nga: Десант). Lực lượng đổ bộ đường không Nga sử dụng một loạt các phương tiện tác chiến đổ bộ đường không chuyên dụng và được cơ giới hóa hoàn toàn. Theo truyền thống, họ có nhiều vũ khí hạng nặng hơn hầu hết các lực lượng đổ bộ đường không đương thời. Với truyền thống quân sự từ thời Xô Viết, Lính dù VDV đã trở thành tinh hoa của quân đội Nga.

## Lịch sử
Lực lượng Đổ bộ đường không Nga có lịch sử từ Lực lượng Đổ bộ đường không Liên Xô (Воздушно-десантные войска СССР). Sau khi Liên Xô giải thể, Nga giữ lại sáu trong bảy sư đoàn dù Liên Xô; sư đoàn thứ bảy (Sư đoàn 103) thuộc về Lực lượng vũ trang Belarus. Nga cũng giữ lại sáu trong 16 lữ đoàn dù của Liên Xô cũ và một số đơn vị khác. Lực lượng Đổ bộ đường không Nga đã được điều động tham gia nhiều chiến dịch quân sự của Liên bang Nga, như: Chiến tranh Chechnya lần thứ nhất (12/1994-8/1996), Chiến tranh Dagestan (1999), Chiến tranh Chechnya lần thứ hai (8/1999-5/2000), Chiếm sân bay Pristina (1999), Chiến tranh Nga-Gruzia (2008), Giành lại Krym (2014), Can thiệp vào Syria (2017), Xử lý bạo loạn ở Kazakhstan (2022), Chiến dịch quân sự đặc biệt của Nga tại Ukraina (2/2022 tới nay).

## Cơ cấu
- Lữ đoàn chỉ huy
- Sư đoàn tấn công đường không sơn cước Cận vệ 7 (Huân chương Cờ đỏ, Huân chương Suvorov, Huân chương Kutuzov)
- Sư đoàn tấn công đường không 44
- Sư đoàn Đổ bộ Đường không Cận vệ số 76 (Huân chương Cờ Đỏ, Huân chương Suvorov)
- Sư đoàn đổ bộ đường không Cận vệ 98 (Huân chương Cờ Đỏ, Huân chương Kutuzov, Huân chương Alexander Nevsky)
- Sư đoàn tấn công đường không Cận vệ 104 (Huân chương Kutuzov)
- Sư đoàn đổ bộ đường không Cận vệ 106 (Huân chương Cờ Đỏ, Huân chương Kutozov)
- Lữ đoàn tấn công - đổ bộ đường không Cận vệ 11 (Huân chương Zhukov, Huân chương Suvorov)
- Lữ đoàn đổ bộ đường không Cận vệ 83 (Huân chương Kutuzov, Huân chương Alexander Nevsky)
- Lữ đoàn đặc nhiệm Cận vệ 45 (Spetsnaz VDV) (Huân chương Kutuzov, Huân chương Alexander Nevsky)
- Lữ đoàn pháo binh 52
- Lữ đoàn hậu cần cơ động độc lập 91
- Hai trường cao đẳng sĩ quan nhảy dù
- Các trung tâm huấn luyện
- Các đơn vị hậu cần, cung ứng, hỗ trợ, đảm bảo sẵn sàng chiến đấu.

## Tổn thất
Trong chiến sự Nga-Ukraine thì lính dù tinh nhuệ của Nga phải vật lộn trong cuộc chiến, nơi giao tranh đã gây thiệt hại lớn về nhân mạng và làm tổn hại đến danh tiếng của đơn vị này. Lực lượng đổ bộ đường không tinh nhuệ của quân đội Nga VDV vốn được xem là lực lượng nòng cốt trong chiến dịch quân sự đặc biệt, tuy nhiên, lính dù Nga đã hứng tổn thất nặng nề trong một số thất bại gây bất ngờ trong chiến dịch. Các chỉ huy Nga cũng thất bại trong nỗ lực tăng cường lực lượng lính dù trên bộ thông qua các trực thăng bổ sung. Lực lượng VDV Nga được nhận dạng bằng các dấu "V" trên xe của họ, được cho là còn hứng một số thất bại khác, chịu tổn thất nặng nề trong suốt cuộc chiến ở Ukraine.
Vào cuối tháng 4 năm 2022, nhà báo Christo Grozev của Bellingcat báo cáo rằng ông đã đích thân kiểm tra và cho rằng Nga đã mất "gần 90% lính dù giỏi nhất" trong đợt xung trận đầu tiên. Một số lượng lớn máy bay trực thăng đã bị lực lượng phòng thủ Ukraine bắn hạ và lính dù bị mắc kẹt mà không có xe bọc thép hoặc không quân yểm trợ. Vào đầu tháng 5, MoD của Vương quốc Anh tuyên bố rằng các đơn vị VDV và các lực lượng tinh nhuệ khác đã chịu tổn thất nặng nề và có lẽ Nga sẽ mất nhiều năm để tái thiết các lực lượng này. Theo trang BBC News Russian và trang web tin tức Mediazona thống kê đến 1.522 lính dù VDV tử vong đã được ghi nhận tính đến ngày 12 tháng 2 năm 2023.
Bộ Quốc phòng Anh cho rằng Nga điều động sai mục đích, khiến lực lượng đổ bộ đường không chịu tổn thất nặng tại Ukraine. VDV được điều động tham gia các nhiệm vụ phù hợp hơn với bộ binh cơ giới với khí tài hạng nặng và chịu thương vong nặng nề trong suốt chiến dịch. Hiệu suất không ổn định của lực lượng phản ánh năng lực quản lý chiến lược kém và Nga chưa chiếm ưu thế trên không. Sau khi Nga rút khỏi miền bắc Ukraine để đẩy mạnh hoạt động ở miền đông Ukraine, các đơn vị VDV cũng được điều tới khu vực này và tham gia nhiều trận đánh, trong đó trận pháo kích đánh chìm cầu phao Ukraine bắc qua sông Siverskiy Donets. Giới quan sát cho rằng lực lượng lính dù Nga đang trở lại vai trò chủ đạo trong chiến dịch ở Ukraine, dù chưa khôi phục được vị thế trước đó. Viện Nghiên cứu chiến tranh ISW cho rằng trách nhiệm tiến hành các chiến dịch tấn công của Nga dường như ngày càng được chuyển nhiều cho lực lượng lính dù (nòng cốt là Sư đoàn Dù cận vệ số 98).